# One Last Drink
One Last Drink is een nummer van de Nederlandse band Miss Montreal uit 2016. Het is de tweede single van hun vijfde studioalbum Don't Wake Me Up.
Het nummer werd een klein radiohitje in Nederland. Het haalde de 7e positie in de Nederlandse Tipparade.